# Коефициент за интелигентност
„Коефициент за интелигентност“ (на английски: I.Q.) е американска романтична комедия от 1994 г. на режисьора Фред Скеписи, с участието на Мег Райън, Тим Робинс, Уолтър Матау и Чарлс Дърнинг. Музиката е композирана от Джери Голдсмит. Премиерата на филма е на 25 декември 1994 г. от „Парамаунт Пикчърс“.